# Oscar Bjurling
Oscar Anders Bjurling, född 12 maj 1907 i Malmö Karoli församling, död 19 augusti 2001 i Sankt Hans församling, Lund, var en svensk historiker.
Bjurling, som var son till grosshandlare Gottfrid Bjurling och Hulda Berg, avlade studentexamen i Malmö 1926, blev filosofie kandidat 1930, filosofie licentiat 1934 och filosofie doktor 1945. Han blev docent i ekonomisk historia vid Lunds universitet 1946, tillförordnad preceptor 1947, preceptor 1949 och var professor 1959–1973. Han var ordförande i Economic History Association samt invaldes som ledamot av Vetenskapssocieteten i Lund 1956 och av Kungliga Humanistiska Vetenskapssamfundet i Lund 1964. Han var utgivare av Economy & History och huvudredaktör för Malmö stads historia från 1958.